# Joánisz Malokínisz
Joánisz Malokínisz (görögül: Ιωάννης Μαλοκίνης) (Görögország, Pireusz 1880. – 1942.) olimpiai bajnok görög úszó, katona.
A legelső újkori nyári olimpián, az 1896. évi nyári olimpiai játékokon, Athénban indult úszásban, egy versenyszámban, a 100 méteres gyorsúszásban. Ez a verseny speciális volt, mert csak a görög haditengerészet matrózai indukhattak.
Klubcsapata a Spetses-Hydra volt.